# Rhabdodontium buftonii
Rhabdodontium buftonii là một loài Rêu trong họ Pterobryaceae. Loài này được (Broth. & Geh.) Broth. miêu tả khoa học đầu tiên năm 1906.